# Metopius sinensis
Metopius sinensis là một loài tò vò trong họ Ichneumonidae.